# Jaroměřice nad Rokytnou
Jaroměřice nad Rokytnou (en allemand : Jarmeritz) est une commune du district de Třebíč, dans la région de Vysočina, en République tchèque. Sa population s'élevait à 4 085 habitants en 2024.

## Géographie
Jaroměřice nad Rokytnou se trouve à 8 km au nord-est de Moravské Budějovice, à 14 km au sud de Třebíč, à 41 km au sud-est de Jihlava à 152 km au sud-est de Prague.

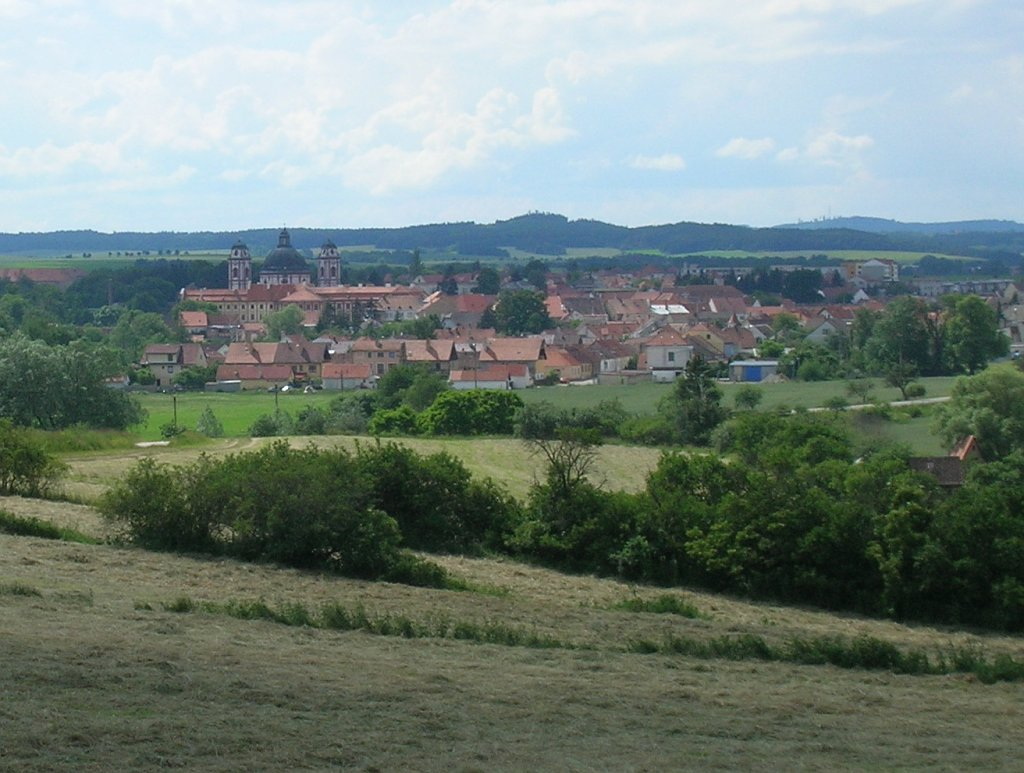
Jaromerice : vue générale.

La commune est limitée par Horní Újezd, Výčapy et Ostašov au nord, par Lipník et Myslibořice à l'est, par Radkovice u Hrotovic et Příštpo au sud-est, par Rozkoš, Hostim et Zvěrkovice au sud, par Blatnice et Bohušice au sud-ouest, et par Dolní Lažany et Lesůňky à l'ouest.

## Histoire
La première mention écrite de la localité date de 1325.

## Administration
La commune se compose de sept sections :
- Jaroměřice nad Rokytnou
- Boňov
- Ohrazenice
- Popovice
- Příložany
- Ratibořice
- Vacenovice

## Transports
Par la route, Jaroměřice nad Rokytnou se trouve à 8,3 km de Moravské Budějovice, à 17 km de Třebíč, à 44,5 km de Jihlava et à 175 km de Prague.